# Geschiedenis van Djibouti

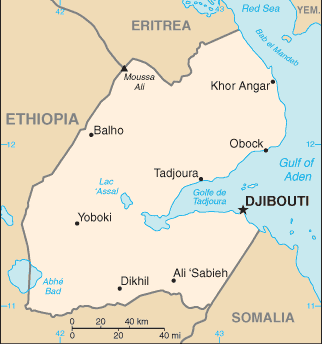
Djibouti

Deze pagina geeft een overzicht van de geschiedenis van Djibouti, van de prehistorische tot de moderne tijd.

## Oudheid
In de oudheid maakte Djibouti waarschijnlijk deel uit van het land Poent. De eerste verwijzingen naar dit land dateren uit 2500 voor Christus. Het land had gedurende de regeerperiode van farao Sahoere en koningin Hatsjepsoet nauwe banden met het Oude Egypte. Zij handelden in producten van ebbenhout, maar ook in ivoor en goud. De islam vond al vrij snel na zijn ontstaan zijn weg naar de regio. De Masjid al-Qiblatayn-moskee in de nabijgelegen Somalische stad Zeila dateert uit de 7e eeuw. In de 9e eeuw schreef de Arabische schrijver Al-Yaqubi dat de noordkust van de Hoorn van Afrika bewoond werd door moslims. Waarschijnlijk maakte het gebied in die periode deel uit van het sultanaat Adal. Dat sultanaat was constant in een strijd verwikkeld met het nabijgelegen Abessinië.

## Middeleeuwen
In de middeleeuwen was Djibouti een onderdeel van Ifat, een middeleeuws koninkrijk dat bestuurd werd door de Walashma-dynastie. Zij bestuurden het gebied vanuit Zeila en breidden het koninkrijk vandaaruit richting het Ahmargebergte, gelegen in het hedendaagse Ethiopië. Zij kwamen in botsing met de Ethiopische keizer Yekuno Amlak die de christelijke stammen in het hooggebergte wilde verenigen. In 1332 kwam Ifat in botsing met een van de nakomelingen van Amlak en trokken zich terug uit Shwa.

## Frans Somaliland

### Kolonie
De Franse interesse ging terug op de expeditie (1839-42) van Rochet d’Hericourt. Het gebied werd verder verkend door Fleuriot de Langle, de Franse agent in Aden. Hij sloot namens Frankrijk verschillende verdragen met stammen in het gebied. In 1862 kocht Frankrijk een stuk grond bij Obock dat dienst kon doen als ankerplaats. De interesse in het gebied nam verder toe na de aanleg van het Suezkanaal en de toenemende Britse invloed in de regio.
Door verschillende verdragen breidde Frankrijk zijn grondgebied in de regio uit. Léonce Lagarde kreeg de aanstelling als gouverneur van het protectoraat. In 1894 vestigde hij het Franse bestuur in de stad Djibouti en noemde het Frans Somaliland. Het gebied bleef die naam behouden tot 1967. De grens tussen Djibouti en Ethiopië werd vastgesteld in samenspraak met keizer Menelik II. In 1897 werd begonnen met de aanleg van een spoorweg vanuit Djibouti richting de Ethiopische hoofdstad Addis Abeba. De eerste trein arriveerde daar in juni 1917.
Een Russische delegatie onder leiding van Nikolay Ivanovitch Achinov en bestaande uit kolonisten, infanterie en een orthodoxe priester arriveerde in 1889 bij de Golf van Tadjoura. De Fransen zagen dit als een schending van hun territoriale rechten en bombardeerden de Russen vanuit zee. De kolonisten keerden terug naar Odessa en daarmee kwam er binnen een jaar een einde aan de Russische droom om Oost-Afrika te koloniseren.

### Tweede Wereldoorlog
Na de Italiaanse invasie en bezetting van Ethiopië midden jaren dertig van de twintigste eeuw vonden er constant schermutselingen plaats langs de grens tussen Italiaanse en Franse troepen. Na de Duitse bezetting van Frankrijk werd Frans Somaliland bestuurd door het pro-Duitse Vichy-bewind. Geallieerde troepen gingen tussen juni en november 1941 gedurende  de Oost-Afrika Campagne het gevecht aan met de Franse en Italiaanse troepen in het gebied. De Italianen werden verslagen en Frans Somaliland raakte daardoor geïsoleerd. Ondanks de Britse blokkade van Djibouti-stad waren de lokale Franse autoriteiten nog altijd in staat informatie over passerende geallieerde konvooien door te geven aan de nazi's. In 1942 namen vierduizend Britse militairen de stad in. Een lokaal regiment uit Frans Somaliland nam later in de oorlog deel aan de bevrijding van Parijs.

### Op weg naar onafhankelijkheid
Buurland Somaliland verkreeg in 1960 zijn onafhankelijkheid. Twee jaar eerder mochten de inwoners van Frans Somaliland stemmen over de vraag of zij wilden opgaan in het buurland Somaliland of onderdeel wilden blijven van Frankrijk. Een meerderheid stemde ervoor om bij Frankrijk te blijven, hoewel er ook rapporten waren over duizenden etnische Somaliërs wie het verhinderd werd om te stemmen. Mahmoud Harbi, een van de felste bepleiters voor een samensmelting met Somaliland, verloor twee jaar later het leven bij een vliegtuigcrash die onder mysterieuze omstandigheden plaatsvond.
In 1966 negeerde Frankrijk de oproep van de Verenigde Naties om Frans Somaliland zijn onafhankelijkheid te geven. Na een bezoek van de Franse president Charles de Gaulle werd besloten tot een nieuw referendum. Een meerderheid stemde er wederom voor om bij Frankrijk te blijven, maar ook deze keer waren er rapporten over verkiezingsfraude. Een groot deel van de Somalische bevolking van het protectoraat had zich niet mogen registreren en kon dus niet stemmen.
In de jaren daarna groeide bij Frankrijk ook de bereidheid de laatste kolonie in Afrika onafhankelijkheid te geven, mede door de hoge kosten voor de instandhouding ervan. Bij een derde referendum in juni 1977 stemde 98,8% van de bevolking voor onafhankelijkheid.

## Djibouti

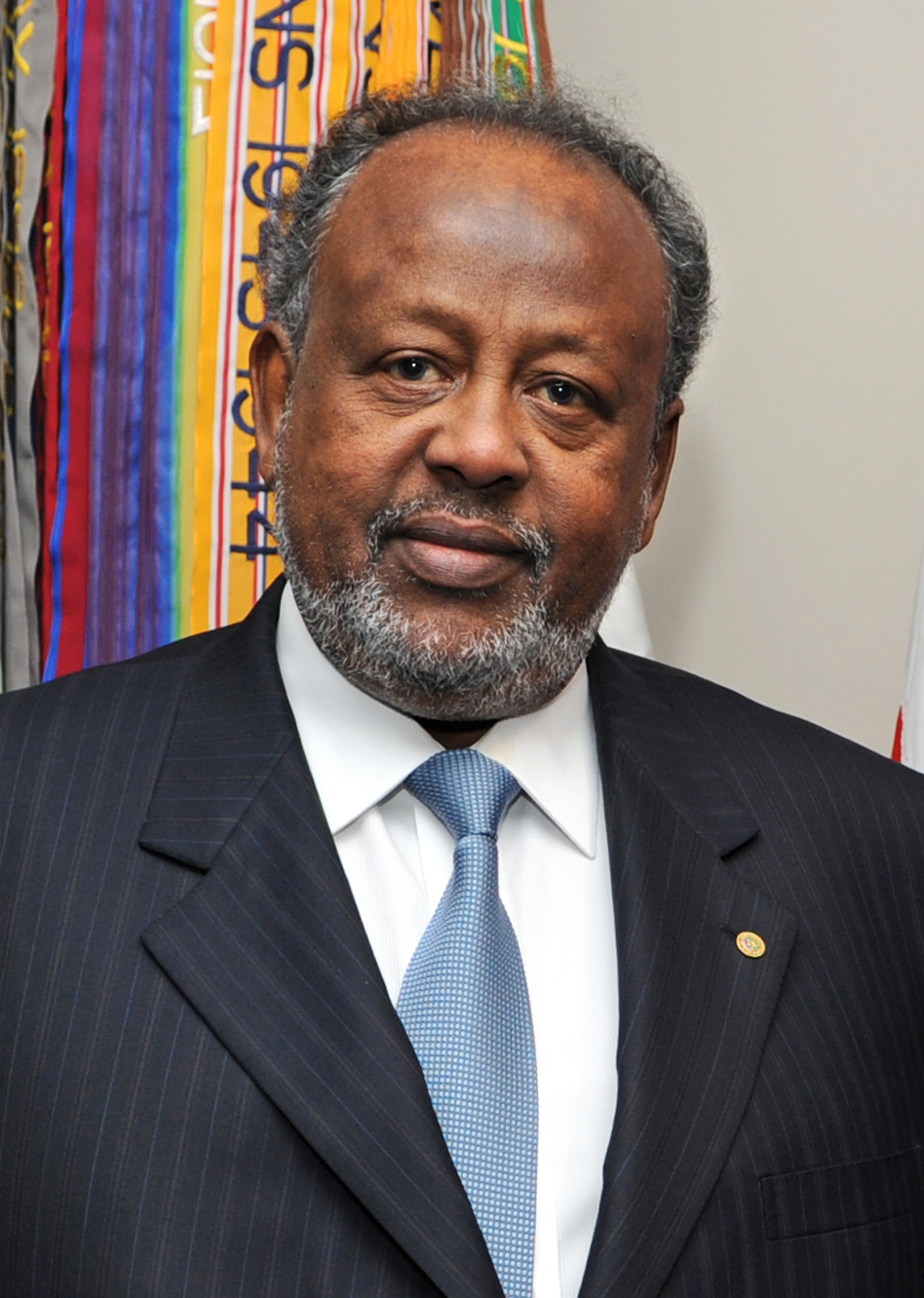
De huidige president Ismail Omar Guelleh

De eerste president van het nieuwe land was de Somaliër Hassan Gouled Aptidon. In 1981 vormde hij Djibouti om naar een eenpartijstelsel. In 1991 brak er een burgeroorlog uit tussen de regering en het Front voor Herstel van Eenheid en Democratie (FRUD). Deze rebellenbeweging werd gedomineerd door leden van de Afar, de grootste stam in de regio. In december 1994 kwam de burgeroorlog tot een einde met een vredesakkoord tussen de regering en FRUD. Twee leden van die beweging kregen een positie in het leger. Bij de presidentsverkiezingen in 1999 voerden zij campagne voor de partij van Aptidon.
Aptidon trad zelf in 1999 op 83-jarige leeftijd af en maakte plaats voor zijn neef Ismail Omar Guelleh. Die won ook de presidentsverkiezingen van 2005. Deze verkiezingen werden geboycot door verschillende oppositiepartijen. De politieke macht wordt momenteel gedeeld door de Somaliërs en Afari’s, hoewel beide groepen ook onderling verdeeld zijn. De huidige president is een steunpilaar van de Verenigde Staten. Met de voormalige protector Frankrijk is er de nodige stof voor conflicten, met name op het gebied van de mensenrechten. De protestbeweging Arabische Lente werd in februari 2011 de kop ingedrukt.
Door de strategische ligging hebben verschillende landen, waaronder Japan, Frankrijk, China en de Verenigde Staten, een legerbasis in Djibouti. Veel Amerikaanse drones die doelen in het Midden-Oosten, Pakistan en Afghanistan bombarderen vertrekken vanuit het Afrikaanse land.
Geschiedenis van:
Algerije · Angola · Benin · Botswana · Burkina Faso · Burundi · Centraal-Afrikaanse Republiek · Comoren · Congo-Brazzaville · Congo-Kinshasa · Djibouti · Egypte · Equatoriaal-Guinea · Eritrea · Ethiopië · Gabon · Gambia · Ghana · Guinee-Bissau · Guinee-Conakry · Ivoorkust · Kaapverdië · Kameroen · Kenia · Lesotho · Liberia · Libië · Madagaskar · Malawi · Mali · Marokko · Mauritanië · Mauritius · Mozambique · Namibië · Niger · Nigeria · Oeganda · Rwanda · Sao Tomé en Principe · Senegal · Seychellen · Sierra Leone · Soedan · Somalië · Somaliland · Swaziland · Tanzania · Togo · Tsjaad · Tunesië · Westelijke Sahara · Zambia · Zimbabwe · Zuid-Afrika · Zuid-Soedan
Noord-Afrika · West-Afrika